# Jerry Weiss
Jerry Weiss (New York, 1º maggio 1946) è un trombettista e suonatore di filicorno statunitense.
Fu tra i fondatori della band Blood, Sweat & Tears e partecipò al primo album, Child Is Father to the Man, ma subito dopo lasciò il complesso per andare a formare la band Ambergris dove suonava il basso e il pianoforte ed era l'arrangiatore principale.
Ha anche fatto saltuarie apparizioni nelle incisioni di altri artisti come Al Kooper, membro anch'egli della Blood Sweat & Tear.